# Alain Kashama
Alain Kaleta Olony T. Kashama (Zaire, 8 dicembre 1979) è un ex giocatore di football americano della Repubblica Democratica del Congo che ha militato nel ruolo di defensive end nella National Football League (NFL) e nella Canadian Football League (CFL).

## Carriera
Dopo non essere stato scelto nel Draft NFL 2004, Kashama firmò con i Chicago Bears il 26 aprile 2004. Con essi disputò tre partite, prima di essere scambiato con i Seattle Seahawks. Lì disputò una partita nel 2005 prima di essere assegnato alla NFL Europa per fare esperienza. Non fece più ritorno nella NFL ma giocò in Canada nella CFL per i Montreal Alouettes, gli Hamilton Tiger-Cats e i Calgary Stampeders, ritirandosi dopo la stagione 2009.

## Palmarès

### Franchigia
- National Football Conference Championship: 1

Seattle Seahawks: 2005